# Oxyvinia uraricoera
Oxyvinia uraricoera är en tvåvingeart som beskrevs av Tibana och Guilherme A.M.Lopes 1991. Oxyvinia uraricoera ingår i släktet Oxyvinia och familjen köttflugor. Inga underarter finns listade i Catalogue of Life.